# 246913 Slocum
246913 Slocum este un asteroid din centura principală de asteroizi.

## Descriere
246913 Slocum este un asteroid din centura principală de asteroizi. A fost descoperit pe 23 septembrie 1998 la Dominion Astrophysical Observatory de Christopher Aikman. Asteroidul prezintă o orbită caracterizată de o semiaxă mare de 2,54 ua, o excentricitate de 0,22 și o înclinație de 12,1° în raport cu ecliptica.